# Jean-Marie Plum
Jean-Marie Plum (* 30. Juni 1899 in Lüttich; † 28. März 1944 in Brüssel) war ein belgischer Komponist und Organist.

## Leben
Der in Lüttich geborene Plum studierte Philosophie am Diözesanseminar, später besuchte er die Klasse von Lucien Mawet (1875–1947) am Lütticher Konservatorium. Er war seit 1927 Priester und wurde Organist des Serviten-Ordens in Brüssel. Er schuf wichtige Kirchen- und Orgelmusiken, insgesamt 196 Opuszahlen.

## Kompositionen

### Vokale Kirchenmusik
- Hymnus Septem S.S. Fundatorum, Op. 10
- Missa tertia in honorem Sancti Joannis Apostoli et Evangelistae, Op. 25
- Missa Exsultet, à 3 voix égales et orgue, Op. 70
- Missa Gloria Laus, à 2 voix mixtes, Op. 72
- Tria motecta, 1 vocis comitante organo, Op. 75
- Te Deum, pour 3 voix égales et grand orgue, Op. 82
- Messe de Pâques, pour orgue ou harmonium, Op. 89
- Missa Lauda Sion, à trois voix mixtes sans orgue, Op. 90
- Deux Motets, à 2 voix égales, Op. 91
- Messe de Noël, à 2 voix mixtes, Op. 95
- Ergo sum, motet pour Messe des défunts à une voix, orgue et violoncelle ad libitum, Op. 96
- Missa Vexilla Regis, 2 vocum aequalium cum organo, Op. 100
- Missa Pange Lingua, ad tres voces aequales, organo comitante, Op. 106
- 7 Cantica Eucharistica (I. Ave Verum, II. O quam suavis, III. O sacrum convivium, IV. Panis Angelicus, V. O salutaris, VI. Adoro te, VII. O Esca viatorum), Op. 107
- 7 Laudes mariales (Ave Maria, Beatam me dicent, Recordare, Inviolata, Sub tuum, Tota pulchra, O gloriosa), Op. 112
- In honorem Coredemptricis Generis Humani: Magnificat, Op. 113
- In honorem Coredemptricis Generis Humani: Stabat Mater, Op. 114
- Ad laudes vespertinas, 4 motetta tribus vocibus aequalibus comitante organo, Op. 116
- 7 Tantum ergo à une voix, Op. 119
- Cantique de communion, Op. 121
- Missa Crux fidelis, tribus vocibus æqualibus, comitante Organo, Op. 125
- Laudate Dominum in chordis et organo, motettum 4 vocum in-vel aequalium cum organo, Op. 132
- Pie Pellicane, Tota pulcra, ad duas voces aequales comitante organo, Op. 135
- Laudate pueri, ad duas voces aequales comitante organo, Op. 136
- Missa Alleluia, ad 4 voces mixtas sine organo, Op. 137
- Missa Ubi caritas et amor, ad 2 voces mixtas cum organo, Op. 143
- Cantique à la Vierge Marie, Op. 159
- Missa Salve Regina , à deux voix égales et orgue, Op. 160
- 2.ème Salut, à 3 voix égales et orgue (I. Ave verum, II. Sub tuum praesidium, III. Tantum ergo, IV. Lauda Sion), Op. 162
- 5.ème Salut, à 2 voix égales et orgue (I. Homo quidam, II. Ave Maria, III. Tantum ergo, IV. Laudate Dominum), Op. 163
- Missa Regina servorum tuorum, pour 3 voix égales et orgue, Op. 167
- Magnificat, Op. 172
- 6. ème Salut, à 2 voix égales [et orgue] (I. Panis angelicus, II. O quot undis, III. Tantum ergo, IV. Memorare), Op. 179
- Stabat Mater, soloists, choir, organ, Op. 192

### Orgelmusik
- Trois pieces pour grand orgue, Op. 30
- Fantaisie, pour grand orgue, Op. 46
- Sursum corda, pour grand orgue, Op. 53
- Messe de mariage, trois pièces pour harmonium, Op. 56
- Toccata, pour grand orgue, Op. 59
- Lauda Sion, pour grand orgue, Op. 64
- Marche héroïque, pour grand orgue, Op. 77
- Messe breve, pour orgue ou harmonium, Op. 79
- Scherzando, pour grand orgue, Op. 81
- Pièce funèbre, pour grand orgue, Op. 83
- Etude concertante, pour le pédalier, Op. 88
- 20 Sorties ou Versets, pour orgue ou harmonium, Op. 103
- 20 Elévations ou communions, pour orgue ou harmonium, Op. 104
- 20 Offertoires, pour orgue ou harmonium, Op. 105
- Sortie sur un thème de choral, pour grand orgue, Op. 108
- Symphonie eucharistique, pour grand orgue, Op. 115
- Clementissime Domine, pour grand orgue, Op. 124
- Procession, pour grand orgue, Op. 126
- 3.ème offertoire sur trois noëls, pour orgue ou harmonium, Op. 134
- Introduction, Variations et Final sur le Stabat Mater traditionel, pour grand orgue, Op. 138
- Entrée Pontificale, pour grand orgue, Op. 149
- Regnavit Dominus, pour grand orgue, Op. 150
- Toccata no. 2, pour grand orgue, Op. 152
- Toccata no. 3 (Big-Ben), pour grand orgue, Op. 154
- Triptyque, pour grand orgue, Op. 158
- Via Crucis, pour grand orgue, Op. 168
- Symphonie Nuptiale, pour grand orgue, Op. 170
- Suite brève, pour Orgue ou Harmonium, Op. 173
- Etude concertante, pour le pédalier ou grande orgue, Op. 188
- Entrée. Improvisation sur un Cantique de Profession, pour grand orgue, Op. 196 (posthume).

### Klaviermusik
- Tryptique (I. Allegretto, II. Adagio, III. Allegro vivace), pour piano, Op. 78
- Roumont, suite pittoresque pour piano, Op. 97
- Impromptu-Lied, Op. 142
- Chant pastoral pour piano, Op. 147